# Carl Ferdinand von Arlt
Carl Ferdinand von Arlt (ur. 18 kwietnia 1812 w Ober-Graupen, zm. 7 marca 1887 w Wiedniu) – austriacki lekarz okulista i chirurg.
Tytuł doktora nauk medycznych otrzymał w Pradze w 1839 roku. Był profesorem okulistyki w Pradze (1849-1856) i Wiedniu (1856-1883). Jego syn Ferdinand von Arlt (1842–1917) również był lekarzem okulistą.
Arlt opublikowanych liczne książki i artykuły na temat chorób oczu, razem z Albrechtem von Graefem i Franciscusem Dondersem redagował "Archiv für Ophthalmologie". Jako pierwszy wykazał, że krótkowzroczność jest zwykle spowodowana nadmiernym wydłużeniem osi strzałkowej oka.